# Lázně Jeseník
Lázně Jeseník är en kurort i Jeseníks stad i Tjeckien, på sydöstra sidan av Reichensteiner Gebirge, nordväst om Jeseník.
Byn var ursprungligen en tysk by i Sudetenland med namnet Gräfenberg (tjeckiska Gräfenberk), och här anlades 1826 den berömda kallvattenkuranstalten Bad Gräfenberg av Vincenz Priessnitz. Senare blev orten en viktig sanatorieort.